# Юкин, Владимир Яковлевич
Владимир Яковлевич Юки́н (9 июня 1920, Мстёра — 10 июля 2000, Владимир) — один из крупнейших советских пейзажистов второй половины XX века, народный художник Российской Федерации (1995), один из основателей художественной группировки «Владимирская школа пейзажной живописи». Картины В. Я. Юкина находятся в российских и зарубежных музеях и частных коллекциях.

## Биография

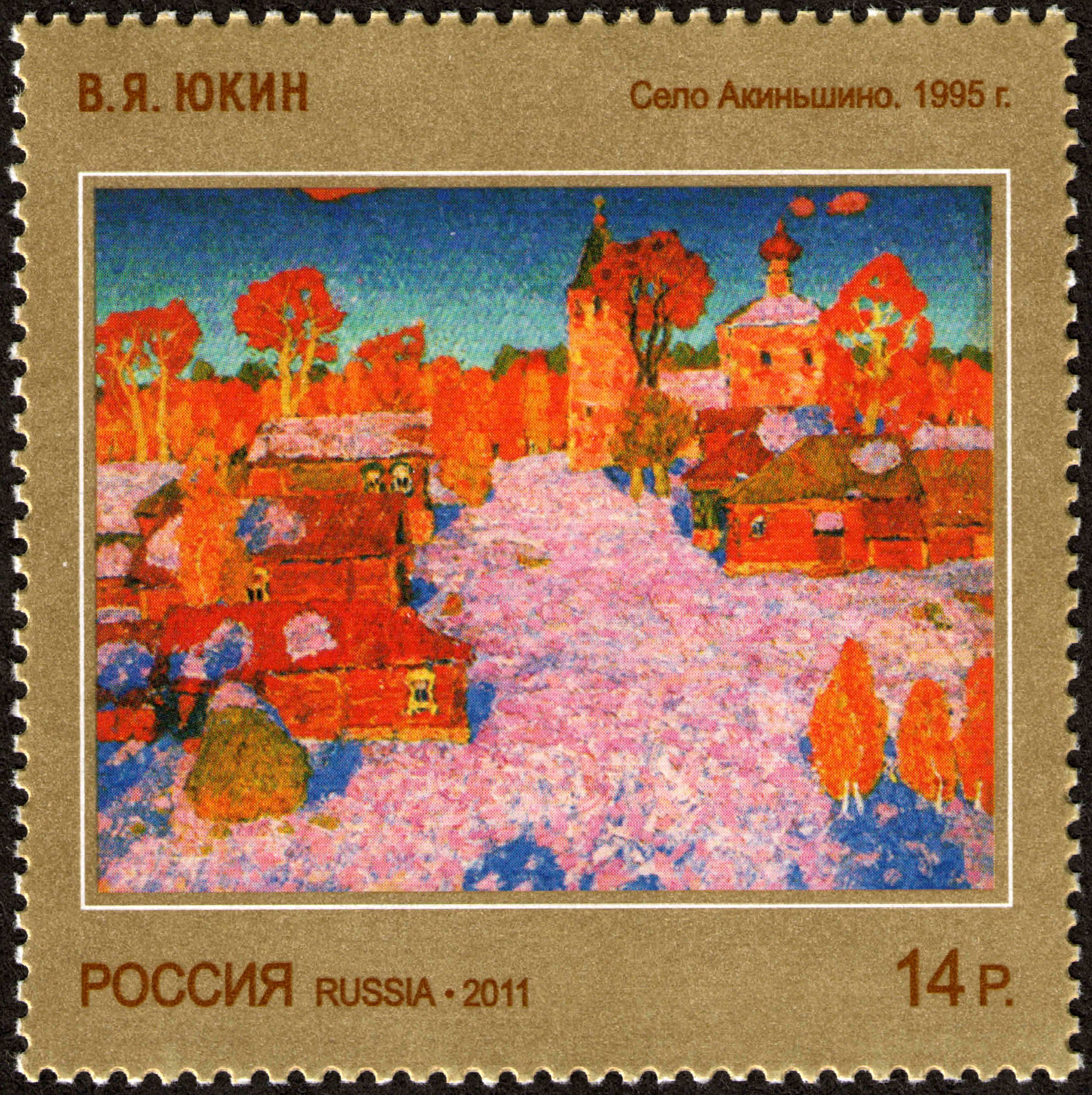
Картина «Село Акиньшино» (1995) на марке России

Родился 9 июня 1920 года в посёлке Мстёра, который издревле был известен своими иконописцами, а позже реставраторами. Отец был фельдшером. Среди родственников был известный художник Фёдор Александрович Модоров. Дядя, Павел Иванович, был реставратором, работал под руководством И. Э. Грабаря. При поддержке дяди он поступает в Ивановское художественное училище, где с 1936 по 1940 год учился у Михаила Семёновича Пырина, ученика Валентина Серова.

Фотография художника и реклама кваса. Знали ли предприниматели, кого они поместили на этикетку …

Участник Великой Отечественной войны. В начале августе 1941 года его часть была окружена и Юкин попадает в плен, где находился более трёх лет, до 17 марта 1945 года. После освобождения из плена уже в марте 1945 года принимает участие в боях в районе Вроцлава (Бреслау).
Награждён медалями «За победу над Германией» и «За освобождение Праги», орденом Отечественной войны II степени (1985).
После войны продолжил службу в армии, по сентябрь 1947 года работал художником в Доме офицеров города Львова. В 1947—1948 два года учился во Львовском институте прикладного и декоративного искусства. Из-за болезни матери был вынужден прервать обучение после второго курса и вернуться на родину во Владимирскую область.
После возвращения поступает на работу во Мстёрскую художественно-промышленную школу, где работает преподавателем рисунка и живописи. Через год впервые принимает участие в областной художественной выставке.
А в 1950 году его картины выставляются уже в Москве на республиканской художественной выставке, где были отмечены критикой. Картина «Весна» была удостоена Диплома Комитета по делам искусств при Совете Министров РСФСР.
С 1952 года — член Союза художников СССР.
В 1959 года Юкин переезжает во Владимир и с тех пор почти не покидает Владимирскую область. После того, как в 1960 году на выставке «Советская Россия» критикой были замечены и получили положительную оценку картины владимирских художников (В. Юкин, К. Бритов и В. Кокурин), регулярно выставляется на всесоюзных и зарубежных выставках. С 1960 года возглавлял городскую изостудию любителей искусства (позже художественный центр). Среди произведений, созданных художником, картины «Везут сено», «Зимка», «Осень» (все 1959), «Начало весны» (1963), «Март» (1967), «Осенняя мелодия», «Снег и цветы» (обе 1973), «Мартовский вечер», «Осенью» (обе 1974) и другие.
Учился на пейзажах Исаака Левитана, восхищался работами Игоря Грабаря, интересовался колористическими экспериментами А. Куинджи, А. Рылова, Л. Туржанского.
Стремился как можно реже смешивать краски, работал с чистыми тонами. Ему импонировала пластика мастеров «Бубнового валета».
Чтобы создать живописный язык, отражающий жизнь родной владимирской земли во всей красе, представлял яркий контраст серости, натуралистичности и бездуховности. Художник достигает этого за счет фактуры — он экспериментирует с грунтами, подмешивает в краску опилки.
Умер 10 июля 2000 года во Владимире. На доме (ул. Княгининская, 7В), где он жил и работал более 40 лет, установлена мемориальная доска.

## Звания и награды
- Член Союза художников СССР (1952)
- Заслуженный художник РСФСР (1987)

Мемориальная доска во Владимире

- Серебряная медаль Академии Художеств СССР (1991)
- Государственная премия РСФСР имени И. Е. Репина (1991) — за серию живописных произведений «Край родной»[8]
- Народный художник России (1995)